# Lac Larder (Ontario)
Pour les articles homonymes, voir Larder.
Le lac Larder est un plan d'eau douce du District de Timiskaming, dans le Nord-Est de l'Ontario, en Ontario, au Canada. Ce lac chevauche les cantons de McGarry, McFadden Geo et Larder Lake.
La foresterie constitue la principale activité économique du secteur ; les activités récréotouristiques, en second. Ce bassin versant est desservi du côté Nord par la route 66 (sens Est-Ouest).
Annuellement, la surface du lac est généralement gelée de la mi-novembre à la fin avril, néanmoins, la période de circulation sécuritaire sur la glace est habituellement de la mi-décembre à la mi-avril.

## Géographie
Les principaux bassins versants voisins du lac Larder sont :
- côté Nord : lac Bear, lac Crosby, lac Wawagoshe ;
- côté Est : ruisseau Milky, rivière Larder, lac Raven (rivière Larder) ;
- côté Sud : ruisseau Flanagan, rivière Larder, lac Ward, lac Skead ;
- côté Ouest : lac Grassy, rivière Grassy, rivière Misema.

Ce lac comporte les grandes baies suivantes : Southwest Arm, Spoon Bay et Northeast Arm. Une longue presqu’île de 5,5 km s’étend vers le Nord séparant le lac en deux parties. Les grandes îles de ce lac sont : Big Pete Island, Island CC et Island U.
Le village de Larder Lake (Ontario) est situé sur la rive Nord-Ouest de la baie Spoon qui constitue une extension de la "Southwest Bay" du lac Larder. Les villages de Viginiatown, Ontario et de Kearns, Ontario sont situés au fond du "Northeast Arm" du lac Larder.
L’embouchure du lac Larder est situé à :
- 6,2 m à l’Ouest de la frontière Ontario-Québec ;
- 27,8 km au Nord-Est de l’embouchure de la rivière Larder (confluence avec la rivière Blanche (lac Témiscamingue) ;
- 11,0 km au Sud-Est du centre du village de Larder Lake, Ontario ;
- 53,0 km au Nord-Ouest de l’embouchure de la rivière Blanche (lac Témiscamingue)[1].

À partir de l’embouchure du lac Larder, la rivière Larder coule sur 54,0 km en formant un crochet vers l’Ouest, avant de se déverser sur la rive Nord-Est de la rivière Blanche (lac Témiscamingue). Cette dernière coule vers le Sud-Est jusqu’au lac Témiscamingue, lequel chevauche la frontière Ontario-Québec.

## Toponymie
Le terme « Larder » constitue un patronyme de famille d’origine anglaise.